# Cultura Keros-Siros

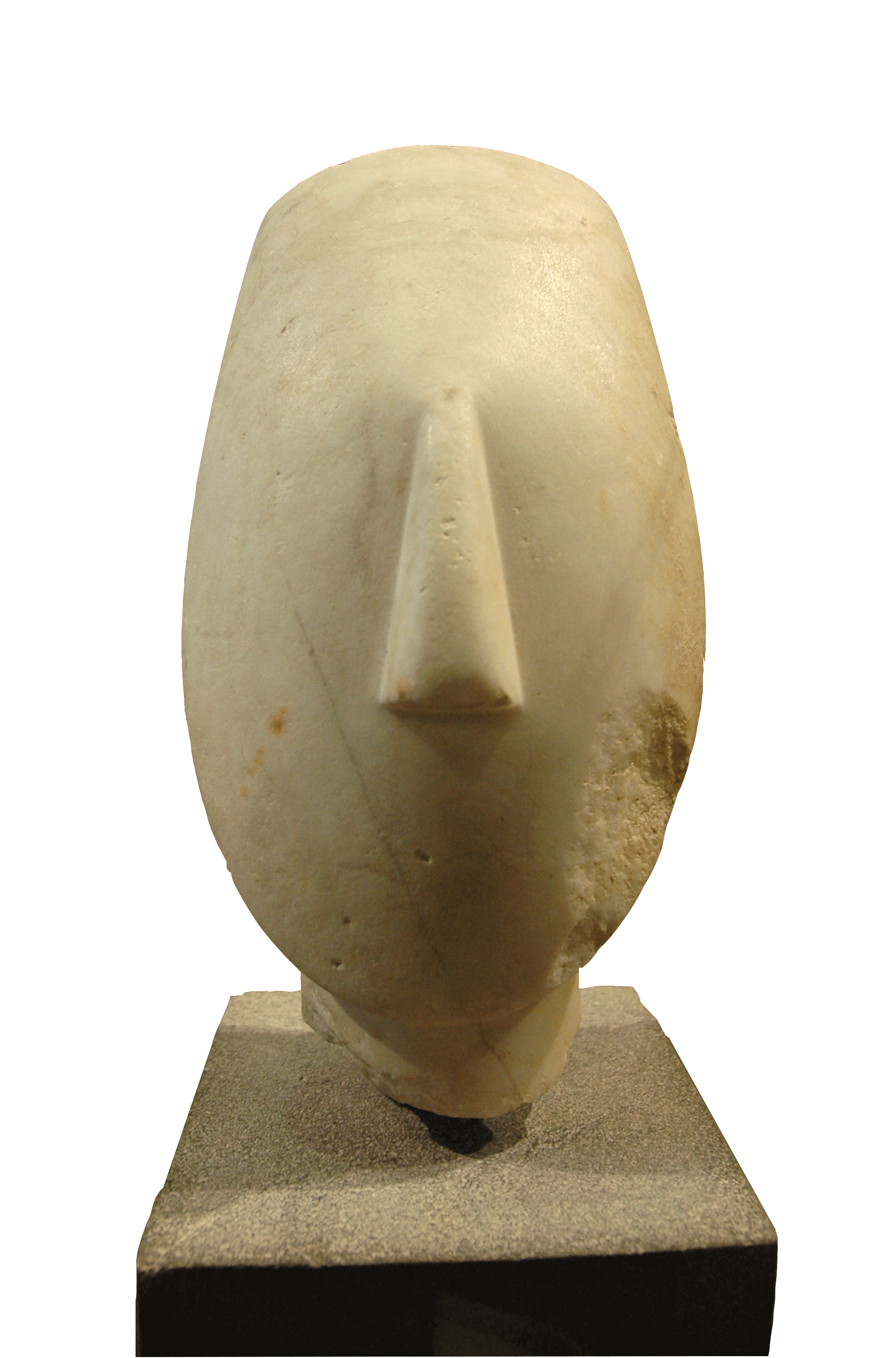
Cap d'una figureta femenina, de la cultura de Keros-Siros, ciclàdic antic II (2700–2300 ae), Museu del Louvre

La cultura de Keros-Siros és sovint considerada com l'apogeu de la civilització ciclàdica. El seu nom prové de la petita illa de Keros, de l'arxipèlag de les Cíclades, actualment deserta i situada al sud de Naxos, i de l'illa de Siros. És més coneguda que la de Grotta-Pelos i la de Filakopí. Els assentaments de la cultura Keros-Silos eren més grans, estaven millor organitzats, millor planificats i millor construïts. Estaven emplaçats a la vora del mar. Els illencs obtenien una part dels seus aliments, però també eren comerciants que navegaven.
Les planes litorals oferien aigua potable i possibilitats agrícoles. Es coneixen alguns establiments humans en indrets fortificats en altures (Kastri a Siros, Panormos a Naxos o el cim de la muntanya Cintos a Delos), tot i que de vegades les cases es construïren fora de les muralles. La metal·lúrgia hi estava molt estesa. La ceràmica i l'escultura estaven molt desenvolupades i inspiraven les cultures veïnes.
L'assentament era molt diferent als que hi havia llavors a Creta: sense palaus monumentals, però amb cases de pedra amb bigues de fusta i teulades de brancatge. Les necròpolis se'n construïren a la rodalia dels pobles. Les tombes eren prou semblants a les de la cultura Grotta-Pelos, però de grandària major, i servien a vegades de sepultures múltiples, en diversos pisos. En canvi, els objectes trobats a les tombes difereixen del període precedent esmentat.
Els cèlebres ídols ciclàdics s'han trobat sovint en aquestes sepultures, tot i que no exclusivament. A més, només una petita part d'aquestes contenien ídols de marbre. Les ofrenes funeràries eren variades: estatuetes ciclàdiques, però també vasos de marbre, joies de bronze o d'argent, articles de tocador, tubs amb pigments. A Amorgós, a la fi del període, aparegueren armes a les sepultures.
La ceràmica Keros-Siros era molt abundant, amb formes com més va més variades, i per primera volta amb decoracions pintades, i no sols incises. La forma més estesa era la «salsera», forma típicament ciclàdica en origen i que influencià notablement les ceràmiques del continent. Fou també l'època en què les "paelles" (la funció de les quals continua sent un misteri) tenien una decoració molt elaborada. Els vasos zoomorfs eren també característics d'aquest període.
Els ídols ciclàdics Keros-Siros són considerats el tipus «canònic», les convencions del qual evolucionaren poc en cinc segles. N'hi ha, però, excepcions: l'Arpista de Keros, grups i algunes figures masculines. El tipus canònic consistia en una figura femenina estilitzada i geomètrica, de braços plegats sobre el ventre, el dret sobre l'esquerre. N'hi ha moltes hipòtesis sobre el seu significat: nina (però no s'han trobat en tombes infantils), substituta d'esposa per als homes solters, objectes de culte o senyals d'estatus social. Cap hipòtesi ha pogut encara ser descartada o acceptada.